# مناخ اليونان
مناخ اليونان هو مناخ البحر الأبيض المتوسط، أي معتدل ورطب شتاء، حار وجاف صيفا. ويمكن تقسيم مناخ البلاد إلى أربع فئات رئيسية هي:
- رطوبة البحر المتوسط (غرب اليونان، غرب بيلوبونيسوس وسهول وتلال إبيروس).

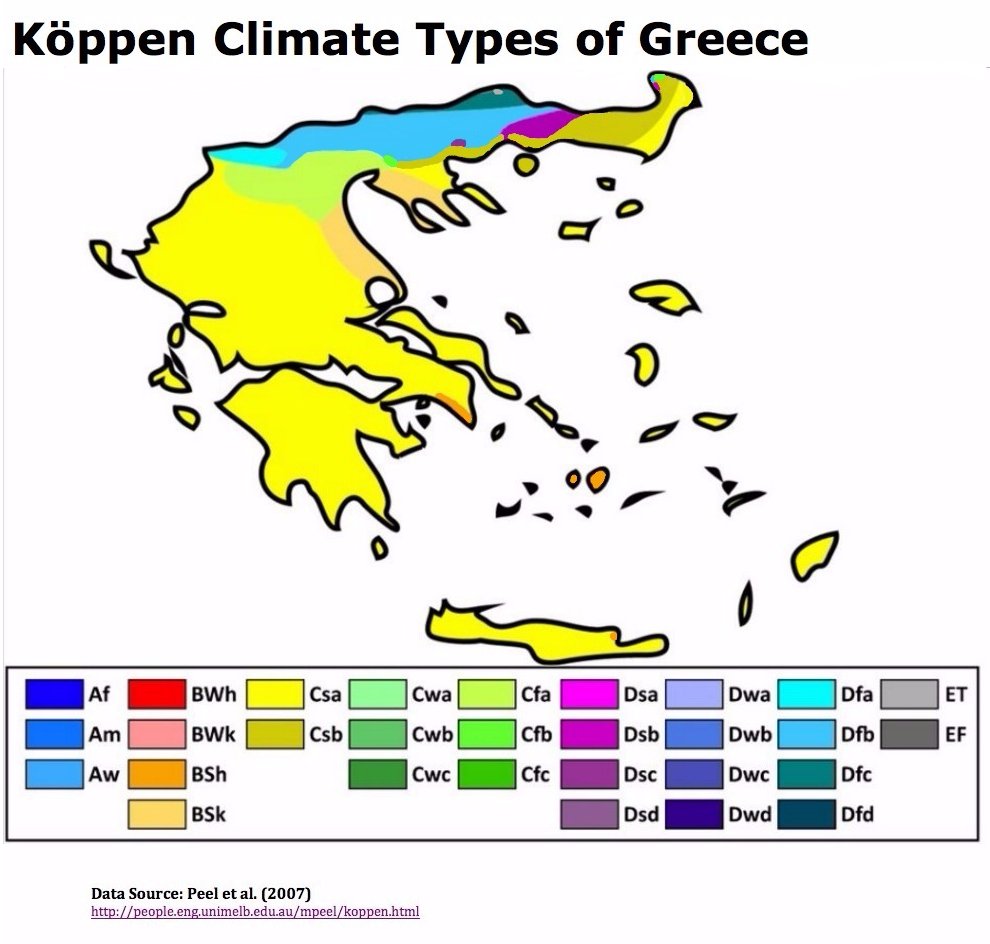
Greece's Köppen Climate Types Map Peel et al. (2007)

- جاف كمناخ البحر المتوسط (كيكلاديس، شواطئ كريت، دوديكانيسوس، شرق البيلوبونيسوس، أتيكا، السهول شرق اليونان الوسطى).
- مناخ قارى (غرب مقدونيا، المرتفعات الداخلية في البر القارى، شمال إفروس).
- المناطق الجبلية على ارتفاع أعلى من 1500 متر في شمال اليونان، أعلى من 1800متر في وسط اليونان، و أعلى من 2000 متر في جزيرة كريت.

## الحرارة
درجات الحرارة نادرا ما تكون مفرطة في المناطق الساحلية، حيث نلاحظ أعلى مدى في درجات الحرارة السنوية واليومية في المناطق البعيدة عن الساحل والسهول والمرتفعات.
سقوط الثلج
سقوط الثلوج شائع على الجبال من نهاية سبتمبر (في شمال اليونان، أواخر أكتوبر كمتوسط في بقية البلاد)، بينما في المناطق المنخفضة  تتساقط  الثلوج عادة من ديسمبر وحتى منتصف مارس. ومع ذلك سقطت الثلوج في مدينة فلورينا حتى في شهر مايو. في المناطق الساحلية في الجزر تسقط الثلوج نادرا. وسقوط الثلوج ليست سمة أساسية من سمات المناخ في الجزر.
موجات الحر
أما موجات الحر،  فتؤثر بشكل رئيسي على المناطق المنخفضة، وتكثر في شهري يوليو وأغسطس نادرا. ومع ذلك، لا تستمر لأكثر من ثلاثة أيام.

## المواسم
من حيث المناخ يمكن أن نقسم السنة إلى موسمين: الموسم البارد، الممطر الشتوي، الذي يستمر من منتصف أكتوبر حتى نهاية مارس، والموسم الحار الجاف الذي يستمر من أبريل إلى أكتوبر.
خلال الفترة الأولى تعد الأشهر الأكثر برودة هي شهري يناير وفبراير، حيث يتراوح متوسط  درجة الحرارة الصغرى من 5 إلى 10 درجات مئوية في المناطق الساحلية، ومن 0 إلى 5 درجات مئوية في المناطق القارية وبدرجات تحت الصفر في المناطق الشمالية.
 أما الأمطار، فهي حتى في فصل الشتاء لا تدوم لعدة أيام، ولا تبقى السماء غائمة طيلة فصل الشتاء، كما هو الحال في مناطق أخرى من العالم.
 تتوقف عواصف الشتاء في بعض الأحيان من يناير والأسبوعين الأولين من شهر فبراير، وتشرق الشمس. وهذه الأيام معروفة منذ القدم بأيام ألكيونيذس. خلال هذه الفترة في الجزر -  لا سيما -  في الجزء الجنوبي من البلاد، كما هو الحال في جزيرة كريت، يمكن أن تتجاوز درجة الحرارة 18-20 درجة مئوية، في أتيكى 13-14 درجة مئوية، وفي سالونيكي يمكن أن يتجاوز الزئبق ال9 وأحيانا ال10 درجات مئوية. في مدن أخرى، كما هو الحال مثلا في مدينة ألكسندروبلى في فترة أيام ألكيونيذس، حيث تتجاوز درجة الحرارة 7- 8 درجات مئوية مما يؤدى إلى إذابة الثلوج خلال النهار.
 فصل الشتاء هو أكثر اعتدالا في جزر بحر إيجه والبحر الأيوني مما هو في الشمال والبر الشرقي من اليونان. خلال الموسم الحار والجاف يكون الطقس مستقرا، والسماء صافية، والشمس مشرقة، ولا تمطر إلا نادرا، وتكون فترة المطر أو العواصف الرعدية فترة قصيرة غالبا.
 الفترة الأكثر سخونة هي ما بين الأيام العشرة الأواخر من يوليو، والأيام العشرة الأولى من أغسطس عندما يتراوح متوسط درجة الحرارة العظمى بين 30 إلى 35 درجة مئوية. خلال الموسم الحار يتلطف الجو من نسيم البحر البارد في المناطق الساحلية من البلاد ومن الرياح الشمالية (السنوية) الي تهب أساسا على بحر إيجه.
فترة موسم الربيع قصيرة بسبب تأخير انتهاء الشتاء. في حين أن الصيف يبدأ في وقت مبكر.
 أما موسم الخريف فهي فترة طويلة وهو فصل دافئ، ويمتد أحيانا في جنوب اليونان والجزر حتى منتصف ديسمبر.
في العاصمة أثينا يكون البرد ملحوظا عادة من نوفمبر فصاعدا، ويستمر حتى نهاية مارس. بعد منتصف ديسمبر، يبدأ البرد في المناطق الحضرية، ويستمر حتى نهاية فبراير. من بداية شهر مارس يصبح الربيع ملحوظا ودرجات الحرارة ترتفع تدريجيا.
تعتبر أبرد فترة من السنة في مدينة أثينا الأسبوع الأخير من شهر ديسمبر وحتى الأسبوع الثالث من يناير. ففى أثينا سجلت أدنى درجة حرارة في 28 ديسمبر 1938 وهي 17,1 درجة مئوية تحت الصفر، في حين أن أدنى درجة في البلاد هي 30 درجة مئوية تحت الصفر. لوحظ 28 درجة مئوية تحت الصفر (في نيفروكوبى ) و27 درجة مئوية تحت الصفر (في بتولمايذا).            
تحمل اليونان الرقم القياسي لأعلى درجة حرارة سجلت في أوروبا أي 48,0 درجة مئوية في أثينا يوم 10 يوليو 1977، حيث أوردت بعض المصادر أن الحرارة أمست 48,7 درجة مئوية، وقد تم تسجيل هذه الحرارة في 10 يوليو 1977 في بلدة الفسينا.
كما سجلت أيضا درجة حرارة عليا أخرى في مدينتين: نيا فيلاديلفيا (بلدية أثينا) حيث وصلت الحرارة  47.5 درجة مئوية في 26/6/2007 ، وإليون في أتيكى في نفس اليوم.